# چارلز سنفورد تری (مترجم)
چارلز سنفورد تری (انگلیسی: Charles Sanford Terry؛ ۱۹۲۶ – مرگ ۱۹۸۲ مترجم اهل ایالات متحده آمریکا بود. مترجم و دانشگاهی آمریکایی در زمینه‌های تاریخ ژاپن، هنر ژاپنی و ادبیات ژاپنی بود. او مترجم موساشی (رمان) از ژاپنی به انگلیسی بود.